# Forêts picardes : Compiègne, Laigue, Ourscamps
Forêts picardes : Compiègne, Laigue, Ourscamps este o arie protejată (arie de protecție specială avifaunistică — SPA) din Franța întinsă pe o suprafață de 24.647 ha, integral pe uscat.

## Localizare
Centrul sitului Forêts picardes : Compiègne, Laigue, Ourscamps este situat la coordonatele 49°23′56″N 2°53′55″E / 49.39889°N 2.89861°E.

## Înființare
Situl Forêts picardes : Compiègne, Laigue, Ourscamps a fost declarat arie de protecție specială avifaunistică în baza directivei 79/409 din 1979 referitoare la conservarea păsărilor sălbatice pentru a proteja 17 specii de animale.

## Biodiversitate
Situată în ecoregiunea atlantică, aria protejată nu include niciun habitat protejat.
La baza desemnării sitului se află mai multe specii protejate de  păsări (17): pescăruș albastru (Alcedo atthis), caprimulg (Caprimulgus europaeus), șerpar (Circaetus gallicus), erete vânăt (Circus cyaneus), erete cenușiu (Circus pygargus), ciocănitoarea de stejar (Dendrocopos medius), ciocănitoare neagră (Dryocopus martius), șoim de iarnă (Falco columbarius), șoim călător (Falco peregrinus), sfrâncioc roșiatic (Lanius collurio), ciocârlie de pădure (Lullula arborea), gușă albastră (Luscinia svecica), gaia neagră (Milvus migrans), gaia roșie (Milvus milvus), vultur pescar (Pandion haliaetus), viespar (Pernis apivorus), chiră de baltă (Sterna hirundo).
Pe lângă speciile protejate, pe teritoriul sitului au mai fost identificate 8 specii de păsări.